# Warne Marsh
Warne Marion Marsh (27. oktober 1927 i Los Angeles, USA – 17. december 1987) var en amerikansk JazzTenorsaxofonist. 
Marsh var sammen med altsaxofonisten Lee Konitz eksponent for cool jazz-skolen, og var oplært af Lennie Tristano og dennes teorier. 
Marsh Indspillede en del plader i eget navn.

## Eksterne links
- Warne Marsh på jazz.com Arkiveret 27. marts 2010 hos  Wayback Machine